# Les Portes de Lumière
Les Portes de Lumière (titre original : The Saint of Bright Doors) est un roman de fantasy écrit par Vajra Chandrasekera, paru en 2023 puis traduit en français et publié en 2024.
Les Portes de Lumière a obtenu le prix Nebula du meilleur roman 2023 et le prix Locus du meilleur premier roman 2024.

## Éditions
- The Saint of Bright Doors, Tor Books, 11 juillet 2023, 368 p.  (ISBN 978-1-250-84738-6)
- Les Portes de Lumière, Bragelonne, 11 septembre 2024, trad. Olivier Debernard, 384 p.  (ISBN 979-10-281-1432-9)